# Nokere Koerse 2001
La Nokere Koerse 2001, cinquantaseiesima edizione della corsa, si svolse il 21 marzo per un percorso di 193 km, con partenza a Oudenaarde ed arrivo a Nokere. Fu vinta dal belga Michel Vanhaecke della squadra Landbouwkrediet-Colnago davanti all'olandese Bart Voskamp e all'altro belga Niko Eeckhout.

## Ordine d'arrivo (Top 10)
| Pos. | Corridore        | Squadra                 | Tempo    |
| ---- | ---------------- | ----------------------- | -------- |
| 1    | Michel Vanhaecke | Landbouwkrediet-Colnago | 4h39'00" |
| 2    | Bart Voskamp     | Bankgiroloterij-Batavus | a 4"     |
| 3    | Niko Eeckhout    | Lotto-Adecco            | s.t.     |
| 4    | Jeremy Hunt      | Big Mat-Auber 93        | a 23"    |
| 5    | Hendrik Van Dyck | Lotto-Adecco            | s.t.     |
| 6    | Aurélien Clerc   | Post Swiss Team         | s.t.     |
| 7    | Kris Matthijs    | Flanders-Prefetex       | s.t.     |
| 8    | Robbie McEwen    | Domo-Farm Frites        | s.t.     |
| 9    | Jans Koerts      | Mercury                 | s.t.     |
| 10   | Serge Baguet     | Lotto-Adecco            | s.t.     |